# Educação na América Central
A história conturbada da América Central fez com que boa parte de sua população ficasse privada de educação. O número de analfabetos é elevado. A Nicarágua procura mudar isso com um programa nacional de alfabetização.

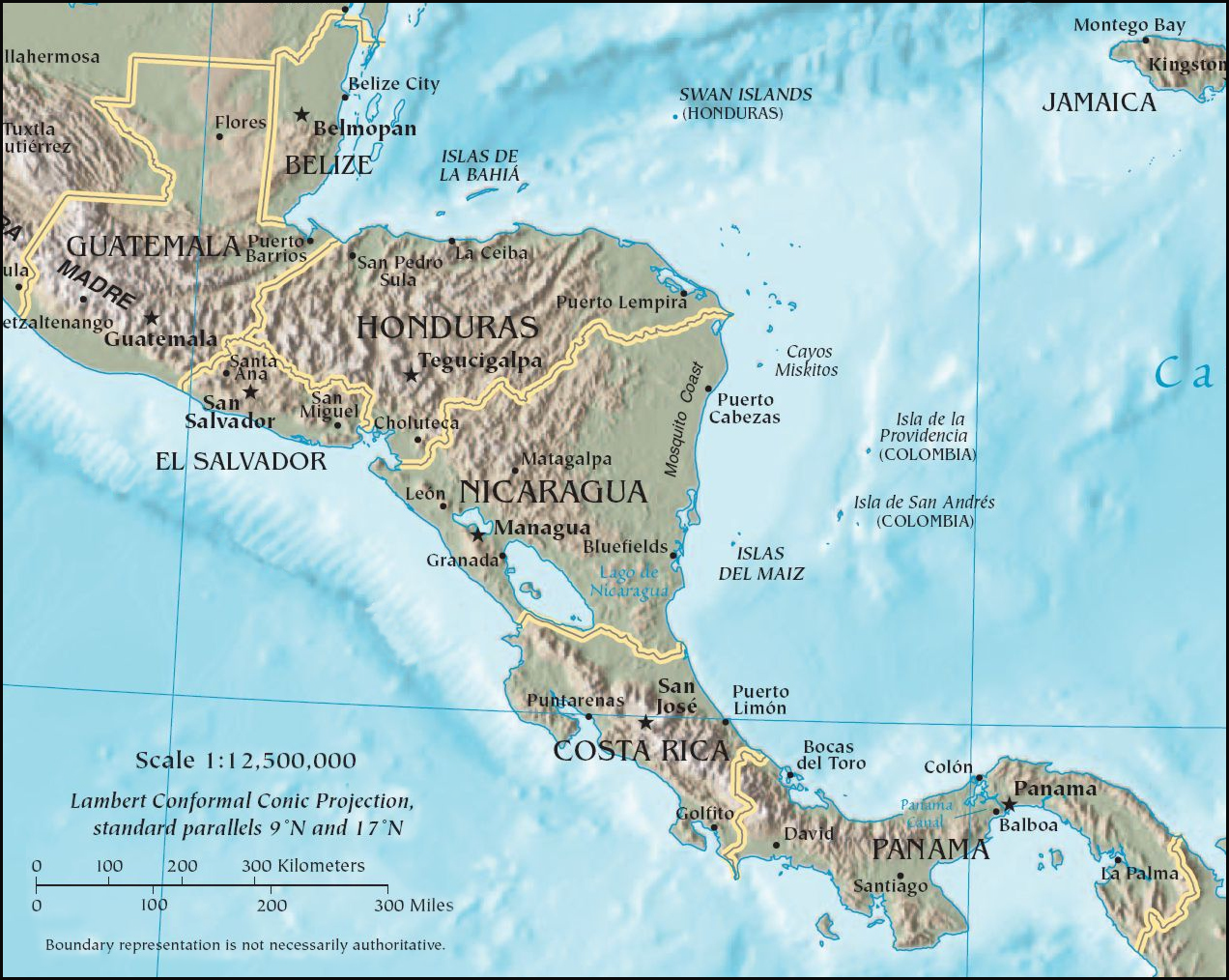
Mapa da América Central.

- Guatemala
- Belize
- Honduras
- El Salvador
- Nicarágua
- Costa Rica
- Panamá